# Runenfibeln von Weingarten
Die Runenfibeln von Weingarten (runologisch: Weingarten I und II; KJ 164; N 8, 31, 38; O 53, 54) sind zwei auf der Rückseite mit Runeninschriften versehene teilvergoldete S-förmige silberne Vogelkopffibeln aus dem 6. und 7. Jahrhundert. Sie wurden in den 1950er Jahren in zwei Gräbern des frühmittelalterlichen alemannischen Gräberfeld von Weingarten in Weingarten, Landkreis Ravensburg in Baden-Württemberg gefunden. Die Objekte tragen eine knappe Widmung (Weingarten I) der Besitzerin oder des Runenmeisters unbekannten Geschlechts und einen männlichen Personennamen (Weingarten II).

## Befund
Das heute überbaute Gräberfeld lag nördlich der Schussen auf einer flachen, leicht abfallenden Schotterterrasse. Bei der Erschließung eines Neubaugebietes 1952 wurden im Herbst des Jahres erste Skelettfunde gemacht, in deren Anschluss sofort Prospektionen durch das Landesamt für Denkmalpflege Baden-Württemberg unternommen wurden. Trotz Beeinträchtigung durch die fortlaufenden Bauarbeiten und dadurch bedingten unvollständig dokumentierten Lage- und Gräberplan (Verlust von mutmaßlich 100 Gräbern) wurden bis 1957 801 Gräber mit 810 Bestattungen aufgedeckt, die insgesamt einen hohen Anteil an zum Teil reichen Grabbeigaben aufwiesen, unter anderen wiesen 76 % der männlichen Grablegen Waffenbeigaben auf (253 von 383 Bestattungen). Lediglich bei 93 Bestattungen wurden keine Beigaben gefunden.
In vier Gräbern weiblicher Personen wurden bisher runenepigrafische Objekte identifiziert. Neben den beiden Fibeln eine Bernsteinperle (Weingarten III, Grab 511) aus dem 6. Jahrhundert mit sechs Zeichen, von denen lediglich drei als echte Runen bewertet werden (e, u, n); die Zeichenfolge gilt als nicht lesbare Inschrift und findet mit Ausnahmen in den gängigen Katalogen der Runeninschriften keine Aufnahme. In Grab 313 einer frühadulten Frau wurde eine vergoldete 3 cm große almandinbesetze, silberne Scheibenfibel gefunden, auf deren Rückseite bisher nicht publizierte Runen angebracht sind.

## Weingarten I
Das Mädchengrab 272 wies an Grabbeigaben neben einer Glasperlenkette, einer Eisenschnalle und einem Eisenmesser die silberne, teilvergoldete, runenbeschriftete S-Fibel mit besetzten Almandineinlagen im Dreieck-Niello-Dekor (Länge 3,6 cm) auf. Sie wird in das späte 6. Jahrhundert datiert. Die zweizeilige, kopfständig angeordnete und rechtsläufige Runeninschrift wird gemeinhin gelesen (Krause/Jankuhn):
I alirguþ x (x) x
II feha : writ ///
- Diplomatisch (Findell):

I ali/erguþ:?(??)
II feha : writ? … i/l a
zu I:
- In der Diskussion steht das erste Glied des herkömmlich anerkannten zweigliedrigen weiblichen Personennamen Alir-gu(n)þ, der formal zum weibl. PN Alagu(n)þ der Inschrift Schretzheim II (KJ 157, N 7, O 38) stellbar ist. Die Lesung der Runen 2+3, die herkömmlich als l i gelesen werden (Krause, Opitz, Düwel, Nedoma), wird durch Loojinga ablehnt und abweichend von ihr als e gelesen, da nach ihrer Autopsie am Original und nach Foto das i links einen Zweig zeigt, der bis zum rechten Zweig des l reicht und somit das runische Graphem e bildet. Folglich liest sie die Sequenz als Digraph ae und löst gesamt zum Namen Aergunth auf. Findell hält beide Optionen für plausibel und hält es selbst für möglich, dass Loojingas Digraph ein Reflex des germanischen Diphthongs */ai/ in der voralthochdeutschen Inschrift darstellt und den Übergang vom Diphthong zur Monophthongisierung im fränkisch-alemannischen Dialektraum in der Zeit vom 7. bis 8. Jahrhundert analog zum altenglischen Vorgang ae < Æ belegt.[3] Herkömmlich wird als Stamm Alira- germ. *aliza, *alizō = „Erle“ gesehen, zu althochdeutsch Elira, Erila =„Erle“[4] als zahlreich belegtes Glied im germanischen Onomastikum (Ortsnamen: gotisch Alust (Aluschta),[5] Flussname: Else(n)/Elz,[6] Theonym Alusneihae[7]). Loojinga setzt als Stamm germanisch *aizō zu althochdeutsch, altsächsisch ēra- = „Ehre, Freundlichkeit, Respekt“.[8]
- Nach dem Namen folgen zwei übereinandergesetzte Zeichen, die gemeinhin als Worttrenner gelesen werden, und eine Lücke (Spatium) mit Raum für ein bis zwei weitere Runen; ein senkrechter Strich Zeichen/Rune 8 wird als Stab des i bewertet, sofern überhaupt bewertet.
- Rune/Zeichen 9 wird mit Opitz (Bammesberger, Beck, Düwel, Haubrichs, Schwab) als eine flachwinkelige linksgewendete k-Rune in Form einer Binderune mit i zu ik = „ich“ gelesen (Alirguþ : ik). Krause, Runenprojekt Kiel, Loojinga, Nedoma lassen das Zeichen als unsicher aus und verweisen auf mögliche Füllsel oder schlicht nicht mehr sinnzusammenhängend erschließbare Runen.

zu II:
- Die unstrittige Lesung feha (h-Rune mit Doppelzweig) wird als Subjekt oder Objekt in Relation zum runologisch vorbehaltlichen ik und writ = „ritzen“ gedeutet: Zum einen als möglicher weiblicher Personenname oder Funktionsname (Bammesberger, Beck, Düwel, Krause, Looijinga, Opitz) zu germanisch *faiha- > gotisch faihs = „bunt“ als ritueller Name der Runenmeisterin mit Bezug zur Tätigkeit des Färbens der Runen;[9] zum anderen als Akkusativobjekt (Ute Schwab und Wolfgang Haubrichs) als „Freude“ oder „schmückend“.

## Weingarten II
Die S-Fibel Weingarten II stammt aus Grab 179 einer erwachsenen Frau im Alter von 20 bis 39 Jahre die in einem Holzsarg in 1,25 m Tiefe bestattet worden war. Als Beigaben wurden ein Tongefäß, ein Gürtelgehänge mit Bärenzahn, Kamm, Messer und Ring, eine Schnalle und eine Kette aus Glas- und Bernsteinperlen gefunden. Hinzu kommen zwei S-förmige Vogelkopffibeln, deren eine auf der Rückseite runenbeschriftet ist und rechts neben dem Schädel drapiert war.
Die 3,4 cm lange Fibel aus feuervergoldetem Silber mit Almandineinlagen in den Augen der beiden dargestellten Vögel ist zwischen Kopf und Körper durchbrochen gearbeitet. Als weitere Dekore zeigt die Vorderseite Punz- und Spiralverzierungen. Die rückseitige Nadelkonstruktion ist stark beschädigt und unvollständig erhalten. Die Fibel wird in die erste Hälfte des 6. Jahrhunderts (510-560) datiert.
Die rechtsläufige Inschrift ist mittig an der Rückseite der Fibel angebracht. Sie verläuft zwischen Nadelhalter und Nadelrast direkt unter der Nadel entlang und füllt den Steg zwischen den beiden Durchbrüchen nahezu vollständig aus. Die einzelnen Zeichen sind gut erkennbar angebracht. Über den Anbringungszeitpunkt liegen derzeit keine Erkenntnisse vor.
da(0-1?)do
Die Runen werden herkömmlich als Dado gelesen (abweichend Opitz Dando), der als voralthochdeutscher eingliedriger männlicher Personenname aufgefasst wird und bereits für das 2. Jahrhundert belegt ist. Gregor von Tours belegt ihn für das 6. Jahrhundert für den westfränkischen Raum, Erweiterungen bestehen durch Formen wie Dadilo sowie Daþina (Runenfibel von Freilaubersheim).